# Вторжение (фильм, 1980)
«Вторжение» — советский мелодраматический художественный фильм, снятый на Одесской киностудии в 1980 году режиссёром Вилленом Новаком. Премьера фильма состоялась в феврале 1981 года.

## Сюжет
Вторая половина июня 1941 года. Девушка в белом платье спешит на пароход, роняет чемодан. Ей помогает собрать выпавшие вещи старший лейтенант — пограничник, который тоже направляется на пристань. Билетная касса закрыта и билетов нет, но он отдаёт ей свой билет, ремень, фуражку и вещи, покупает на пристани связку солёной рыбы и проходит на пароход под видом пассажира. Так они оба оказываются на пароходе и знакомятся: он — пограничник Павел Глазков, возвращающийся из отпуска на заставу на западной границе, а она — студентка медицинского техникума Лиза, возвращающаяся в общежитие от тётки, живущей в этом городке. Он уступает ей место в каюте на ночь и проводит ночь на палубе, а рано утром, когда Лиза выходит на палубу, происходит первый поцелуй, и он тут же предлагает ей стать его женой.
В этот же день, когда они приезжают в город на Волге, в котором учится Лиза, они расписываются. Лиза приводит Павла в общежитие и знакомит со своими подругами. Они проводят три дня вместе, и взаимное чувство становится всё сильнее. Павел собирается уехать 21 июня, так как утром 22 июня он должен быть на заставе, но билетов до Москвы на этот вечер нет, и комендант на вокзале предлагает ему ехать утром прямым поездом до Львова. Чтобы не расстраивать Лизу, Павел не говорит ей накануне, что ему придётся уехать утром, а не вечером, и утром, пока он ещё спит, она отправляется на рынок, не зная, что до поезда осталась лишь пара часов. Подруга Лизы находит её на рынке тогда, когда поезд уже уходит. Павла провожают две другие подруги Лизы. Ночью 22 июня Лиза в слезах пишет ему письмо, не зная, что уже началась война. Финальная сцена фильма — спящий мирный город на рассвете.

## В ролях
- Наталья Вавилова — Лиза
- Виктор Фокин — Павел Иванович Глазков
- Светлана Немоляева — Нина Васильевна Оссовская, знаменитая певица на гастролях
- Наталья Хорохорина — Шура, подруга Лизы (в титрах Н. Харахорина)
- Марина Трошина — Тамара, подруга Лизы
- Раушан Телегенова — Венера
- Виктор Бутов — Коля
- Геннадий Коротков — Кулинич
- Евгений Иванычев — Васильчиков
- Андрей Давыдов — Гордеев
- Дмитрий Орловский — Афанасий Трофимович
- Светлана Коновалова — супруга Афанасия Трофимовича
- Леонид Яновский — комендант

## Съёмки
Первые несколько минут фильма снимались в чувашском селе Ильинка. Запечатлён спуск по лестнице около пионерского лагеря «Восток», пристань. В массовке участвовали жители Ильинки, на женщинах — национальная одежда.
Часть фильма снималась в старом районе города Херсона на улице 21 Января, возле входа в городской парк и на его аллеях.
В финальных кадрах виден Троицко-Успенский собор в городе Кинешма.